# 待賢門院堀河
待賢門院堀河（日语：／ Taikenmon'in no Horikawa */?，1105年—1160年），是日本平安時代後期女房和歌人，中古六歌仙、女房三十六歌仙和《百人一首》歌人之一，有64首或66首作品收錄於敕撰和歌集，村上源氏出身，父親是從三位神祇伯源顯仲，兄弟姊妹有天台座主俊堯和上西門院兵衛等等。1941年4月9日，寫有其和歌（《新編國歌大觀》編號653）的東京國立博物館藏藤原俊成筆日野切《千載和歌集》卷第十一斷簡獲指定為重要美術品。

## 生平
按《日本古典文學大辭典》、《和歌文學大辭典》 、《和歌大辭典》和《國史大辭典》等記載，堀河的生卒日期均是不詳，但是《女人和歌大系》則記載為生於長治2年（1105年），死於平治2年或永曆元年（1160年）。最初，她出仕於令子內親王時被稱為前齋院六條，《和歌文大學辭典》則記載她是出仕於禎子內親王，並且提到另一說法為令子內親王或曾經先後出仕於兩位內親王。其後，她先後參加由其父顯仲在大治3年8月29日（1128年9月25日）舉行的西宮歌合、同年9月21日（10月16日）舉行的南宮歌合以及同年9月28日（10月23日）舉行的住吉社歌合，也參加了在保延3年9月25日（1137年10月11日）在仁和寺法金剛院糸竹歌會。她改為出仕於鳥羽院的中宮藤原璋子（待賢門院）後改稱堀河，並且隨著璋子在永治2年（1142年）2月出家，她也一同出家。久安元年8月22日（1145年9月10日），待賢門院死去，堀河也隨之隱居。其後，她與其妹上西門院兵衛一同獻上了久安百首，《今物語》也記載了兩人互贈連歌的事蹟。

## 和歌
- 《小倉百人一首》
待賢門院堀河
菱川師宣繪本
- 女房三十六歌仙畫
鳥文齋榮之畫作
- 《小倉擬百人一首》
待賢門院堀川
山崎家與五郎 藤屋吾妻（日语：双蝶々曲輪日記）
歌川國貞的浮世繪

堀河收錄於敕撰和歌集的和歌數目眾說紛紜，《和歌文學大辭典》認為待賢門院堀河與攝政家堀河可能並非同一人，《和歌大辭典》則直接否定兩人為同一人的說法，兩書均主張為64首。與此同時，《日本古典文學大辭典》和《國史大辭典》雖然均認為是66首，但是《日本古典文學大辭典》提到其中包括了攝政家堀河收錄於《續後拾遺和歌集》的作品（《新編國歌大觀》編號776），相對地《國史大辭典》則稱待賢門院堀河出席了大治元年（1126年）8月舉行的攝政左大臣家歌合，而按《萬代和歌集》以及《續後拾遺集》記載，該和歌（即《新編國歌大觀》編號776）出自於待賢門院堀河之手，因此萩谷朴也認為待賢門院堀河與攝政家堀河實為同一人。引發這些爭論的原因是由於同時期有多名叫堀河的女房，其事蹟根據不同人的假定而產生變化所致。她以「前齋院六條」的名義，有6首作品入選《金葉和歌集》，以「待賢門院堀河（川）」名義則有58首和歌入選《詞花和歌集》及之後的敕撰和歌集，歌風細膩，節奏深沉，其千錘百鍊而成的感性亦受到藤原俊成的尊敬，與西行亦多有交流。
《百人一首》入選作是：
| 《新編國歌大觀》版本 | 全日本歌牌協會版本 | 嵯峨嵐山文華館版本 | 中譯                                        |
| -------------------- | ------------------ | ------------------ | ------------------------------------------- |
|                      |                    |                    | 但願情長久 君心妾不知 朝來綠髮亂 萬緒動憂思 |

這首和歌收錄於《千載和歌集》卷第十「戀歌三」，《新編國歌大觀》編號是802，詞書是「獻上百首歌時，以戀愛之心情為題而作」（百首歌たてまつりける時、恋のこころをよめる）。此歌為久安百首之一，作為後朝的返歌，是一首通過描述男女共度春宵後女性的頭髮變得凌亂，從而表達自己心裡對戀愛的不安和苦惱的和歌，契沖認為此歌的本歌取是紀貫之收錄於《拾遺和歌集》的作品（《新編國歌大觀》編號669），兩歌同樣以凌亂的頭髮為題，如果收窄至凌亂的黑髮的話，此歌則僅晚於和泉式部收錄於《後拾遺和歌集》的和歌（《新編國歌大觀》編號755），而在《百人秀歌》中此歌與崇德院的作品成對，而崇德院的母親正正就是堀河出仕的女院待賢門院，考慮到保元之亂對崇德院的影響，可以將此歌定義成關於戀愛的贈答歌。
首句和第二句連起來的意思是不知道你是否永遠不會變心，群書類從本久安百首寫作，其中是的未然形，為「黑髮」的緣語，委婉語的是表示推測的助動詞的連體形，而心的意思是對方的心意，則是指無法期待的心情，其中的則分為終止形和連用形兩種說法，終止形的話是兩句切，連用形的話則與末句產生共鳴。第三句、第四句和末句連起來的意思是就如今天早上我的黑髮亂作一團般胡思亂想，是指黑髮，是表示比喻的格助詞，第三句全句有序詞的效果，的意思是凌亂，是表示順接的接續助詞，是指今天早上，用來表達這首作品為後朝歌，讓人聯想到收錄於《後拾遺和歌集》的和歌（《新編國歌大觀》編號621），的意思是胡思亂想，是表示強調的係助詞，是四段動詞的已然形，在此形成係結。

## 家集
堀河的家集是《待賢門院堀河集》，由堀河在待賢門院死後一兩年內自行編撰而成，內容結構按順序是春、夏、秋、冬、久安百首、戀和雜，內容各系統大致相同，不過根據第15首的詞書、第27首和第42首等的和歌用字不同，可以細分為宮內廳書陵部藏本系統、靜嘉堂文庫藏本系統以及龍谷大學藏本系統，首先書陵部藏本系統的群書類從本和慶應義塾大學藏本從久安百首中增補了一首，同屬書陵部藏本系統的肥前島原松平文庫藏本的奧書是「這本以大納言為氏卿墨痕令書 寫即座校合了不審繁多重 可考訂而已」，指出此版本抄寫自二條為氏的墨寶，為江戶時代中期的手抄本，書陵部藏本本身則是長23.6厘米，寬17.5厘米的列帖裝，紺色緞子封面配上花卉蔓草紋，左上是鴇色鳥之子紙小短冊題簽，寫有「待賢門院堀河集」，正文料紙是三色的布目楮紙，13頁著墨，一面十行，和歌一首一至兩行，詞書隔兩至三個空格，收錄歌數137首，為江戶時代初期的手抄本。其次，靜嘉堂文庫藏本系統的初雁文庫藏本從久安百首中增補了6首，其奧書則是「本云 右此本者二條家為定卿以自筆 正本寫之 藤雅教在判」以及「右飛鳥雅教卿以自筆之本書 寫校合畢」，指出此版本是由飛鳥井雅教抄寫自二條為定的親筆版本，有同樣奧書的尚有三手文庫藏本、山口縣立山口圖書館藏本和青山歷史村藏本等等，其中三手文庫藏本以及山口縣立山口圖書館藏本與弁乳母集合綴而成，青山歷史村藏本除了誤抄的一首外，和歌數目與書陵部藏本一致。龍谷大學藏本系統各本則是從久安百首中增補了一至三首，龍谷大學藏本本身與今治市河野美術館藏本幾乎完全一致。底本方面，《新編國歌大觀》以肥前島原松平文庫藏本為底本，而《私家集大成》和《新編私家集大成》則均以書陵部藏本為底本。此外，按家集記載，堀河雖喪夫但有一子。

### 註解
1. ↑  待賢門院堀河的生卒日期存在爭議，參見#生平。
2. ↑  詞書是指該和歌的主題和寫作動機等相關事宜[13]。
3. ↑  後朝是指男女共度一夜後的翌日早上[14]，返歌則是指當他人贈歌給自己的時候以和歌回贈對方[15]。
4. ↑  贈答歌是指兩人之間互相通過和歌來溝通[16]。

## 外部連結
- . 國際日本文化研究中心和歌數據庫 （日语）.
- . 國書數據庫 （日语）.